# 胡蒂謝 (科留基夫卡市鎮)
51°44′32″N 32°36′44″E / 51.74222°N 32.61222°E
胡蒂謝（羅馬化：Hutyshche）是烏克蘭北部切爾尼希夫州科留基夫卡區科留基夫卡區的村莊。該村面積0.13平方公里，2001年人口18，人口密度每平方公里137.4人。